# 斯科特峰
66°55′S 163°15′E / 66.917°S 163.250°E
斯科特峰是南極洲的山峰，位於巴雷尼群島的巴克爾島南端，處於麥克納布角東北面3.7公里，毗鄰埃利莎峰，現時由南極條約體系管理。